# Разъезд 310 км
Разъезд 310 км — упразднённый разъезд в Карагандинской области Казахстана. Находился в подчинении городской администрации Жезказгана. Входил в состав Кенгирского сельского округа. Код КАТО — 351839905. Ликвидировано в 2010 г.

## Население
В 1999 году население разъезда составляло 18 человек (13 мужчин и 5 женщин). По данным переписи 2009 года, в разъезде проживало 9 человек (5 мужчин и 4 женщины).